# Claude Piron (chanteur)
Pour les articles homonymes, voir Claude Piron (homonymie) et Piron.
 (août 2020).
Si vous disposez d'ouvrages ou d'articles de référence ou si vous connaissez des sites web de qualité traitant du thème abordé ici, merci de compléter l'article en donnant les références utiles à sa vérifiabilité et en les liant à la section « Notes et références ».
Claude Piron est un chanteur de rock français, né le 25 janvier 1936 à Saint-Pierre-de-Cormeilles (Eure) et mort le 7 août 2020 à Montivilliers (Seine-Maritime).
Il commence sa carrière, en 1958 sous son véritable nom, Claude Piron. Il est l'un des premiers chanteurs français de rock, avec Danyel Gérard. Ensuite, il fut connu sous le nom de Danny Boy alors qu'il était le chanteur du groupe Danny Boy et ses Pénitents.
Le groupe Les Pénitents avait pour particularité que les quatre musiciens accompagnateurs de Danny Boy portaient une cagoule qui leur dissimulait le visage.

## Biographie

### Origines
Claude Louis René Piron naît en 1936  à Saint-Pierre-de-Cormeilles dans l'Eure.

### Carrière
Claude Piron commence sa carrière en solo dès 1958 avec un disque 45 tours - 4 titres, puis un second, mieux reçu, comprenant une reprise de When, succès des Kalin Twins, renommé Viens. Il enregistre ses premiers disques sous son vrai nom, pour Ducretet Thomson. Mais le succès n'est que très modéré : il n'arrive pas à persuader sa maison de disques d'axer son tour de chant sur le rock 'n' roll qu'il vient de découvrir et qu'il adore. En 1960, il change de maison de disques pour mettre davantage de rock dans son répertoire et devient le leader du groupe Danny Boy et ses Pénitents, composé à l'origine de trois jazzmen de studio : Raymond Beau (guitare), Marc Thomas (contrebasse), et un batteur dont la postérité ne semble pas avoir conservé le nom. Selon la légende, ils veulent bien « cachetonner », mais ne veulent pas se compromettre publiquement avec un rockeur. Danny a alors l'idée de leurs mettre des cagoules. Au bout de quelques mois, le trio est remplacé par quatre jeunes instrumentistes plus convaincus : Bruno (guitare), Ralaï (guitare), Louis (guitare basse) et José (batterie). Cette fois, le succès est au rendez-vous. « Mes 45 tours se sont vendus à 120 000 exemplaires. On était loin des 200 ventes de Claude Piron ».
Ses premiers succès : Un collier de tes bras, Un coup au cœur, C'est encore une souris, Je ne veux plus être un dragueur, révèlent son timbre de voix particulièrement bien frappé et clair. D'autres succès suivent : C'est tout comme, Danny Boy, Croque la pomme…
En 1962, Danny Boy et ses Pénitents, sont engagés pour une tournée de huit mois avec le cirque Pinder. La mésentente s'étant installée dans le groupe, ils ne la terminent pas et Les Pingouins remplacent les Pénitents au pied levé, pour le dernier mois. Au total, le spectacle est vu par un million et demi de spectateurs dans deux cent quatre-vingt-quatre villes.
Danny Boy poursuit quelque temps sa carrière, accompagné par différents groupes, dont Les Pingouins, Les Schtroumpfs et même une reformation des Pénitents (cette fois sans cagoule). Son « chant du cygne » est sa participation en 1967 à la tournée "L'Épopée du rock", avec Vince Taylor.
Danny Boy revient ensuite à son ancienne activité de poissonnier sur les marchés normands. 
En 2004, Danny Boy reprend ses concerts. Depuis 2006, il est accompagné par les Guitar Express. Il se produit régulièrement à Paris Au Petit Journal - Montparnasse et fait quelques galas en province.
Il fait également partie de la tournée « Rock'n'Roll Legend », aux côtés de Jean Veidly des Pirates, Vic Laurens des Vautours, et de Mike Shannon des Chats sauvages.
Au cinéma, Danny Boy a joué son propre rôle, en 1964, dans le film italo-français La difficulté d'être infidèle, réalisé par Bernard Toublanc-Michel et nommé au Festival de Berlin pour l'Ours d'or.

### Décès
Claude Piron meurt le 7 Août 2020 à Montivilliers en Seine-Maritime.

## Discographie
Sous le nom de Claude Piron
1958
- Mon cœur bat / À coups de dents / Allez ! allez ! / Le Juke box est en panne /, Ducretet-Thomson
- Viens / Docteur miracle / Hé ! Youla / D'où reviens-tu Billie Boy ? /, Ducretet-Thomson

1959
- La chanson de Tom Pouce / Plus grand / Oui, mais plus tard / Dans la vie /, Ducretet-Thomson

- Oh Why / Rock et guitare / Sing sing sing / Cha cha choo choo /, Ducretet-Thomson

1960
- Carina / Je voudrais retrouver son pardon / Le monde change / Les cheveux roux /, Ducretet-Thomson

- Marion / Oh Carol / Tilt / Mon amour tu me blesses /, Ducretet-Thomson

Sous le nom de Danny Boy
1961
- Je ne veux plus être un dragueur / Un collier de tes bras / C'est encore une souris / Un coup au cœur /, Ricordi
- Croque la pomme / C'est tout comme / Et puis voilà / Danny Boy /, Ricordi

1962
- Twistez / Dum dum / Ah quel massacre / Avec un dollar /, Ricordi
- Stop ! / Ha ! ha ! / Le Twist de Schubert / Lettre ouverte /, Ricordi
- Il y a longtemps / Où va mon cœur / Kissin'twist / Pour décrocher l'amour /, Ricordi
- Le Locomotion / Let's go / Bye bye love / Répondez-nous seigneur /, Ricordi

1963
- Le Climb / Girl girl girl / J'ai rêvé / Forget me not /, Ricordi
- Fin de vacances / Ma petite poupée / Hey hey hey / Je reverrai /, Barclay
- Ma solitude / Pourquoi l'été / Quand tu me dis oui / Quand je te vois danser /, Barclay

1964
- Longtemps / Infidèle / Tout à l'heure / Quand viendras-tu chez moi /, Bel Air
- Chips / Je ne voudrais pas changer / Très loin d'ici / Hey baby /, Bel Air

1967
- Moi j'ai envie / Hey Baby / C'est Tout Comme / Danny Boy /, Relax

## Filmographie
- 1964 : La difficulté d'être infidèle, de Bernard Toublanc-Michel : lui-même